# Plevrianá
Plevrianá, en grec moderne : Πλευριανά, est un village du dème de Mylopótamos, en Crète, en Grèce. Selon le recensement de 2011, la population de Plevrianá compte 86 habitants. Il est situé à une altitude de 230 m et à une distance de 25 km de Réthymnon.